# 马西TGV站
马西TGV站，是法国的一个高速铁路车站，位于法国市镇马西（法語：Massy）。

## 位置
马西TGV站位于马西市镇范围内，法国高速铁路大西洋线的正线上，是一个地下高速铁路火车站。车站的站台大致呈东北-西南走向，地面则设有站房并可通过电梯连接站台。法国国家A10和A126号高速公路经过该站的南部并设有一个出入口。
马西TGV站的地面即马西-帕莱索站，两个车站共同组成了巴黎南郊重要的公共交通枢纽。
马西TGV站的东北方向有一条连接线，可连接巴黎大环线铁路并连接法国的其他几条高速铁路。但由于马西TGV站的西侧与巴黎大环线铁路不能互通，因此前往勒阿弗尔方向的TGV列车只能进马西-帕莱索站。

## 车站建设意义
马西TGV站的主要意义有三点：
- 方便巴黎西南部郊区的乘客。
- 由法国西部方向驶来的TGV列车，在不进入巴黎市区的情况下，可通过该站和该站北侧的联络线前往法国的其他地区。
- 马西TGV站也是距离巴黎奥利机场（Aéroport de Paris Orly）最近的一个高铁站，该站门口有可以直达的公交车。

## 停靠线路
以下列车线路在马西TGV站停靠：
| 马西TGV站列车线路表         |       |                 |                          |              |
| 线路                        | 车种  | 上一站          | 下一站                   | 大致运行频率 |
| 巴黎—图尔                   | TGV   | 巴黎蒙帕纳斯    | 旺多姆TGV                | 每天6趟左右  |
| 巴黎—普瓦捷/波尔多          | TGV   | 巴黎蒙帕纳斯    | 旺多姆TGV/圣皮耶尔德科尔 | 每天3趟左右  |
| 巴黎—南特/雷恩              | TGV   | 巴黎蒙帕纳斯    | 勒芒                     | 每天4趟左右  |
| 里尔/斯特拉斯堡—波尔多      | TGV   | 马恩拉瓦莱-谢西 | 圣皮耶尔德科尔           | 每天4趟左右  |
| 里尔—南特/雷恩              | TGV   | 马恩拉瓦莱-谢西 | 勒芒                     | 每天3趟左右  |
| 里尔—勒夸西克/坎佩尔/圣马洛 | TGV   | 马恩拉瓦莱-谢西 | 勒芒                     | 每周2趟左右  |
| 斯特拉斯堡—南特/雷恩        | TGV   | 马恩拉瓦莱-谢西 | 勒芒                     | 每天1~2趟    |
| 里昂—南特                   | TGV   | 里昂帕丢        | 圣皮耶尔德科尔           | 每天1趟      |
| 马赛—南特/雷恩              | TGV   | 里昂帕丢        | 圣皮耶尔德科尔/勒芒      | 每天1~2趟    |
| 蒙彼利埃—南特/雷恩          | TGV   | 里昂帕丢        | 圣皮耶尔德科尔/勒芒      | 每天1趟      |
| 图尔宽—南特/雷恩            | Ouigo | 马恩拉瓦莱-谢西 | 勒芒                     | 每天1趟      |
| 里昂—南特/雷恩              | Ouigo | 里昂帕丢        | 勒芒                     | 每周1~2趟    |
| 1. 2. 3.                    |       |                 |                          |              |

## 前往马西-帕莱索站
马西TGV站地面就是马西-帕莱索站（Gare de Massy-Palaiseau），出站即可看见。
在马西帕莱索站可换乘巴黎大区块铁B线（RER B）和巴黎大区块铁C线（RER C），前往巴黎市区以及巴黎附近的于维西（Juvisy）、凡尔赛（Versaille）、戴高乐机场（Aéroport CDG）等地。同时该站还经停由马赛前往勒阿弗尔的TGV列车，可前往勒阿弗尔和鲁昂等地。

## 临近车站
| 马西TGV站（Gare de Massy-TGV）                       |                      |                                                                                 |
| 上行车站                                             | 线路                 | 下行车站                                                                        |
| 安东尼道站←（联络线）↖ 巴黎蒙帕纳斯站←（正线）↙      | 法国高速铁路大西洋线 | ⇒↗旺多姆TGV站→（波尔多、图尔方向） ↘蒙弗尔热努瓦站→……→勒芒站→（南特、雷恩方向） |
| - 注："⇐"或"⇒"为共线路段；灰色字体为非本线车站或路段 |                      |                                                                                 |